# 條鏢鱸
條鏢鱸為輻鰭魚綱鱸形目鱸亞目河鱸科的其中一種，分布於美國田納西河下游、Bear溪、Spring溪等流域，體長可達7.1公分，棲息在沙石底質的溪流，屬肉食性，以橈腳類為食。